# 史靜茹
史靜茹（1995年11月6日—）為臺灣女子籃球運動員，場上位置為中鋒，現效力於台元女籃。史靜茹從幼稚園到國中跳了8年芭蕾舞，但讀國中時身高已來到172公分，不適合繼續跳芭蕾舞，於是跟隨二哥練跳高，之後因為田徑教練認識陽明高中籃球隊教練李台英，在李台英介紹下史靜茹踏上了籃球路。升上高三的暑假史靜茹的右手掌背骨折，102學年度高中籃球聯賽預賽開打前動完手術，教練李台英為了史靜茹的未來籃球生涯，該屆HBL堅決不讓史靜茹上場，最終球隊止步於預賽，大學史靜茹進入臺北市立大學就讀，為北市大打UBA到研究所一年級。

## 外部連結
- 史靜茹在fiba3x3.com（英语）
- 史靜茹在Eurobasket.com（球員）（英语）
- 史靜茹在Eurobasket.com（球員）（英语）